# Ivan Vladimirovich Michurin
Ivan Vladímirovitch Mitchúrin (em russo:  Иван Владимирович Мичурин) (Dolgoye, Riazan, 27 de outubro de 1855 (15 de outubro, no calendário juliano) — Kozlov (Michurinsk), 7 de julho de 1935) foi um investigador russo soviético, membro honorário da Academia de Ciências da União Soviética e académico da União das Academias de Agricultura Lenine (VASKhNIL), que se dedicou ao estudo e experimentação no campo da selecção e se destacou como o fundador das teorias da hereditariedade que estiveram na origem do lysenkoismo.

## Biografia
Em 1875, Mitchurin tomou de arrendamento um terreno com cerca de 500 metros quadrados nas proximidades da cidade de Tambov, a sudoeste de Moscovo, onde instalou uma colecção de plantas e iniciou a sua investigação em pomologia e seleção. Em 1899, adquiriu na mesma região um terreno com cerca de 130 000 metros quadrados de área e moveu para lá seus laboratórios e colecção de plantas.
Em 1920, logo após o final da Guerra Civil Russa, Vladimir Lenin encarregou Semion Sereda, o Comissário Popular da Agricultura, ao tempo a designação da respectiva pasta ministerial no governo soviético, de organizar uma investigação analítica sobre as obras e as realizações de Mitchurin em matéria de selecção de cultivares para fins agronómicos.
Tendo as ideias sobre hereditariedade de Mitchurin colhido o favor dos dirigentes soviéticos, em 11 de setembro de 1922, Mikhail Kalinin visitou Mitchurin a pedido pessoal de Lenine. Em 20 de novembro de 1923, o Conselho Popular de Comissários, designação do então conselho de ministros da União Soviética, reconheceu o pomar de Mitchurin como uma instituição de importância para o Estado. O continuado favor em que caíram as teorias de Mitchurin junto dos governantes soviéticos levou a que em 1928 os soviéticos estabelecessem uma unidade de investigação da genética de base seleccionista em torno dos resultados obtidos pomar de Mitchurin, a qual deu posteriormente origem ao laboratório central de genética da União Soviética, reorganizado em 1934 com a designação de Laboratório Central de Genética Mitchurin.
As investigações de Ivan Mitchurin trouxeram grandes  contribuições para o desenvolvimento da genética aplicada à agronomia, especialmente no campo da pomologia. O laboratório de citogenética por ele fundado realizou importantes progresso no estudo da estrutura celular e experimentou a indução de poliploidia artificial. Nele Ivan Mitchurin estudou a relação da hereditariedade com o curso natural da ontogénese e os efeitos das influências externas sobre os processos subjacentes, criando um novo conceito de predominância. Com esses estudos provou que a predominância depende da hereditariedade, ontogénese e filogénese da estrutura inicial da célula e também das características individuais dos híbridos e das condições de cultivo.
Ivan Mitchurin foi um dos pais fundadores da moderna selecção agrícola de base científica. Os seus trabalhos pioneiros incluem, entre outras temáticas, a hibridação de plantas de origens semelhantes e diferentes, o desenvolvimento de métodos de cultura em conexão com o curso natural da ontogénese, as metodologias de direccionamento do processo de predominância, a avaliação e selecção de plântulas  (mudas) e as técnicas de promoção da aceleração do processo de selecção com o recurso a factores físicos e químicos.
O método de selecção com base no cruzamento de plantas de origens geograficamente distantes, que Ivan Mitchurin desenvolveu, seria depois amplamente utilizado por outros praticantes do seleccionismo vegetal. Nesse campo, desenvolveu a base teórica e alguns meios práticos para a hibridação de plantas geograficamente distantes. Numa área científica próxima, Ivan Mitchurin também propôs metodologias para ultrapassar a barreira genética de incompatibilidade durante o processo de hibridização, propondo técnicas como a polinização das plantas híbridos durante o seu primeiro florescimento, cruzamento vegetativo preliminar, a utilização de um "mediador" e a polinização com a mistura de diferentes tipos de pólen.
O sucesso de Mitchurin foi tal que os soviéticos começaram a cultivar híbridos por ele produzidos, nomeadamente para a produção de maçã, pêra, cereja, tramazeira e outros frutos. Mitchurin foi o iniciador do cultivo de híbridos de uva, damasco, cereja doce e outras plantas do sul nos climas do norte.
Ao longo de toda a sua vida, Mitchurin trabalhou para criar novos tipos de plantas frutíferas. Introduziu em cultivo mais de 300 novas variedades. Mantendo o favor da classe dirigente soviética, foi agraciado com o Ordem de Lenine e com Ordem da Bandeira Vermelha do Trabalho em recompensa das suas realizações. A cidade de Michurinsk, na Rússia, é assim nomeado em sua honra, tal como o foi a cidade de Tsarevo, na Bulgária, entre 1950 e 1991.
Uma das mais citadas frases por Mitchurin é: Nós não podemos esperar favores da natureza: temos de os arrancar dela - é essa a nossa tarefa.
Denotando influência do lamarcquismo, nas suas obras Ivan Mitchurin assumiu a possibilidade da mudança do genótipo em resultado das influências externas, nomeadamente as de carácter ambiental. Essa assunção levou a que durante a campanha do lysenkoismo, o trabalho por Mitchurin fosse utilizado, após a sua morte, pela propaganda soviética como um argumento contra a genética mendeliana.